# Lennart Bergelin
Lennart Bergelin (Alingsås, 10 giugno 1925 – Stoccolma, 4 novembre 2008) è stato un tennista e allenatore di tennis svedese.

## Carriera

### Tennista
In singolare è riuscito a raggiungere i quarti di finale in tre Slam diversi, senza tuttavia mai andare oltre. Nel doppio ha conquistato il trofeo agli Internazionali di Francia 1948 in coppia con Jaroslav Drobný, ed ha raggiunto le semifinali di Wimbledon nello stesso anno. Con la vittoria di Parigi, è diventato il primo tennista svedese a vincere uno Slam.
Vanta inoltre una semifinale anche nel doppio misto a Wimbledon 1947, in coppia con Doris Hart. In Coppa Davis ha giocato ottantotto match con la squadra svedese, vincendone sessantadue. Nel 1950 gli viene assegnata la Medaglia d'oro dello Svenska Dagbladet.

### Allenatore
È noto principalmente per la collaborazione con Björn Borg, iniziata nel 1971 e conclusasi nel 1983, anno del ritiro del connazionale. Durante quel periodo il tennista ha vinto undici titoli dello Slam. Tra il 1971 e il 1975 Bergelin è stato capitano della Squadra svedese di Coppa Davis, portando gli scandinavi alla conquista della prima insalatiera nel 1975.

## Statistiche

### Singolare

#### Vittorie (2)
| Numero | Anno | Torneo                          | Superficie  | Avversario in finale | Punteggio               |
| 1.     | 1947 | Montecarlo Masters, Monte Carlo | Terra rossa | Budge Patty          | 6–3, 6–8, 1–6, 6–2, 8–6 |
| 2.     | 1951 | German Open Hamburg, Amburgo    | Terra rossa | Sven Davidson        | 4-6, 6-3, 4-6, 6-4, 7-5 |

#### Finali perse (1)
| Numero | Anno | Torneo                          | Superficie | Avversario in finale | Punteggio     |
| 1.     | 1955 | South Australian Open, Adelaide | Cemento    | Vic Seixas           | 6-3, 7-5, 8-6 |

### Doppio

#### Finali perse (2)
| Numero | Anno | Torneo                                     | Superficie  | Compagno          | Avversari in finale        | Punteggio          |
| 1.     | 1946 | Pacific Coast Championships, San Francisco | Cemento     | Seymour Greenberg | Jack Kramer Bob Falkenburg | 6-3, 6-3, 9-7      |
| 2.     | 1953 | Torneo Godó, Barcellona                    | Terra rossa | Jaime Bartrolí    | Enrique Morea Vic Seixas   | 6-3, 3-6, 6-3, 6-1 |

### Doppio misto

#### Finali perse (1)
| Numero | Anno | Torneo                        | Superficie  | Compagna   | Avversari in finale          | Punteggio     |
| 1.     | 1951 | Internazionali d'Italia, Roma | Terra rossa | Doris Hart | Shirley Fry Felicisimo Ampon | 8-6, 3-6, 6-4 |